# 尼克·威尔逊
尼克·威尔逊（英語：Nick Wilson，1990年8月6日—），新西兰男子曲棍球运动员。他曾代表新西兰参加2010年英联邦运动会曲棍球比赛，获得一枚铜牌。他也曾参加2012年、2016年和2020年夏季奥运会。